# Igreja de Nossa Senhora dos Navegantes (Lisboa)

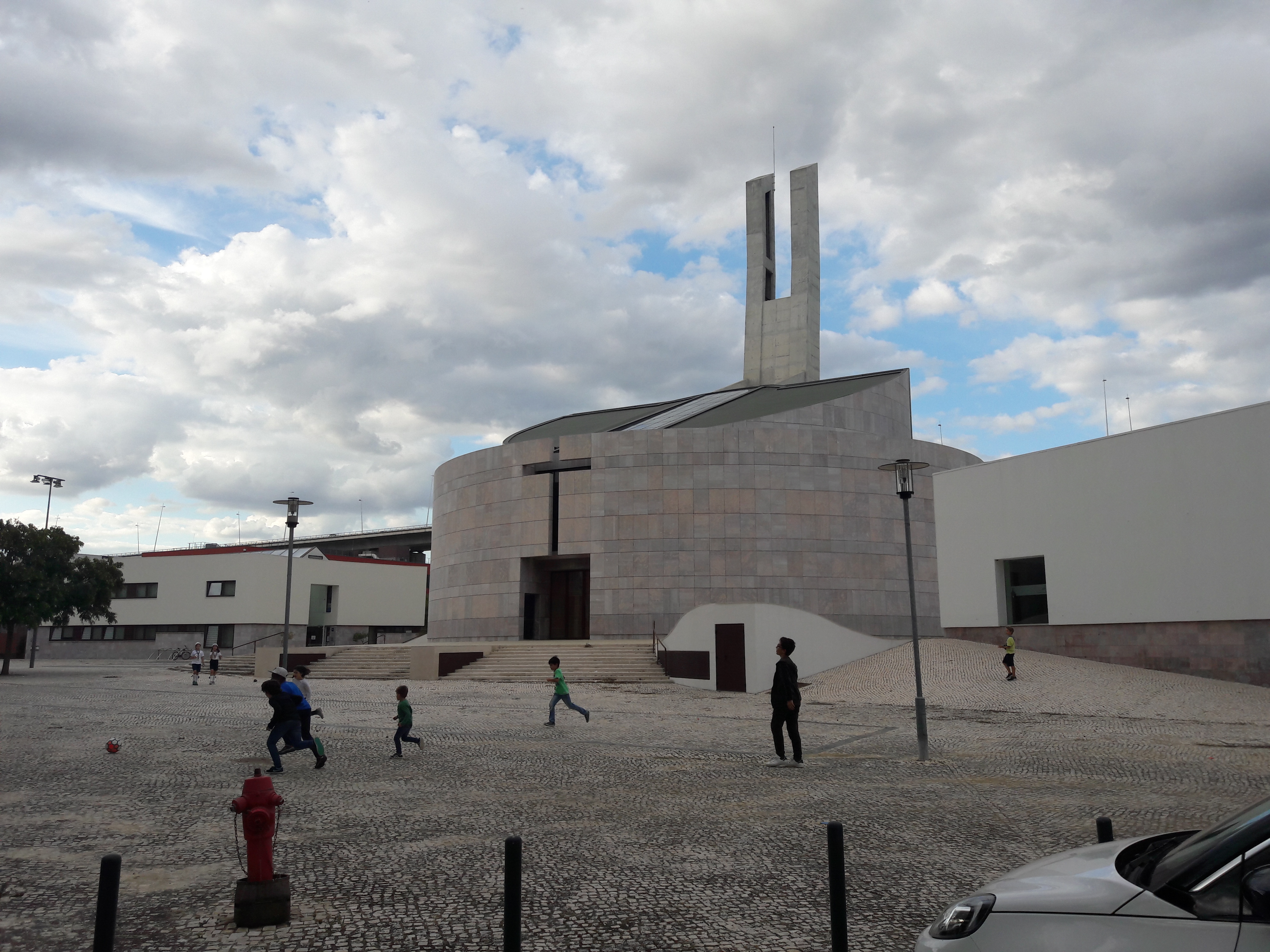
Igreja de Nossa Senhora dos Navegantes, no Parque das Nações, Lisboa.

A Igreja de Nossa Senhora dos Navegantes ou Igreja dos Navegantes é a igreja da paróquia de Nossa Senhora dos Navegantes do Parque das Nações, em Lisboa. A construção do edifício foi iniciada em 2013. O templo foi dedicado em 30 de março de 2014 pelo cardeal-patriarca de Lisboa, D. Manuel Clemente.

## Arquitetura
O projeto arquitectónico, de linhas sóbrias, é da autoria do arquiteto José Maria Dias Coelho. O templo tem forma circular e integra um complexo paroquial. A arte no interior do templo é da autoria do escultor Alípio Pinto e evoca os mistérios luminosos do Rosário. O retábulo principal faz referência ao episódio da Transfiguração de Cristo. O sacrário está colocado num vitral de seis metros de altura. A igreja tem espaço para acolher 700 pessoas, que se sentam à volta do altar central, em vez das tradicionais filas de bancos paralelos. A igreja é inspirada em Nossa Senhora dos Navegantes e nos Oceanos, na sequência da Expo'98, em cujo território nasceu a nova freguesia do Parque das Nações. Uma torre, com cerca de 40 m de altura, também é de evocação marítima.